# روز سافاج (بطلة تجديف)
روزاليند إليزابيث أدريانا سافاج الحاصلة على رتبة الإمبراطورية البريطانية وزمالة الجمعية الجغرافية الملكية (من مواليد 23 ديسمبر 1967) هي بطلة تجديف إنجليزية في المحيط، ومدافعة عن البيئة، وكاتبة ومتحدثة.
حقق روزاليند على أربعة أرقام قياسية في موسوعة غينيس للتجديف في المحيطات، بما في ذلك أول امرأة تجدف منفردة عبر ثلاثة محيطات: المحيط الأطلسي والمحيط الهادئ والهندي. كما جدفت أكثر من 15000 ميل، باستخدام حوالي 5 مليون ضربة مجداف، وأمضت ما يزيد عن 500 يوم من حياتها في البحر في زورق بطول 23 قدمًا. حصلت على وسام الإمبراطورية البريطانية في تكريمات عيد الميلاد لعام 2013 لخدماتها في مجال التوعية البيئية وجمع التبرعات. وحصلت على درجة الدكتوراه في القانون كدرجة فخرية من جامعة بريستول عام 2014.
تعتبر روز سافاج أحد أبطال الأمم المتحدة للمناخ،  ومقدمة مدرَّبة لمشروع الواقع المناخي، وسفيرة رياضية لـموقع 350.org. كما تشارك كعضو في مجلس إدارة منظمة المغامرين والعلماء من أجل الحفاظ على البيئة، والسفير الأزرق لمشروع بلو في المملكة المتحدة. وتعمل على الترويج للمجتمعات الخالية من البلاستيك بصفتها الراعي المشارك لحملة اللون الأخضر على ضفاف نهر التمز (بالانجليزية: Greener Upon Thames) من أجل دورة ألعاب أولمبية خالية من الأكياس البلاستيكية في عام 2012 باعتبارها عضوًا بارزًا في ائتلاف تحالف التلوث البلاستيكي. كما تدعم أيضًا عمل معهد جيرس 5 (بالانجليزية: 5 Gyres)، ووتعمل كسفيرة للمحيطات البلاستيكية  ومشروع ماكجليفري فريمان لعالم واحد ومحيط واحد (بالانجليزية: MacGillivray Freeman's One World One Ocean). تسافر روز في رحلاتها تحت رعاية حملة الحدود الزرقاء.
حصلة روز على زمالة الجمعية الجغرافية الملكية، وزميلة نادي المستكشفين في نيويورك، وأُدرجت ضمن أفضل عشرين مغامرًا بريطانيًا في صحيفة ديلي تلغراف وأفضل عشرة مغامرين نهائيين في ناشيونال جيوغرافيك. وفي عام 2011، حصلت على جائزة إلهام المحيط خلال المغامرة. وأُدرجت روز أيضًا في قاعة مشاهير الصناعة الخضراء الدولية وحصلت على زمالة جامعة ييل العالمية. وحصلت في عام 2010 على لقب أفضل مغامر لهذا العام من مجلة ناشيونال جيوغرافيك.

## خلفية
وُلدت روز سافاج في شيشاير. وتلقت تعليمها في مدرسة بيرس للبنات. بدأت روز التجديف في كلية أكسفورد الجامعية، وحصلت على درجتي نصف البلوز لتمثيل جامعة أكسفورد ضد كامبريدج في سباق القوارب الاحتياطية للسيدات عام 1988 وفي سباق القوارب خفيفة الوزن للسيدات عام 1989، والفوز في بطولتي عام 1988 و1989.
وبحلول عام 2000، عندما كانت في الرابعة والثلاثين من عمرها، كانت روز قد أمضت 11 عامًا كمستشارة إدارية. ورسمت مع ذلك أثناء رحلة بالقطار خلال ذلك العام مخططات للحياة التي أرادت عيشها بصرف النر عن حياتها القديمة. دفعها التفاوت بينها وبين زوجها إلى الانفصال عنه، والتخلي عن دخلها الثابت ومنزلها الكبير في الضاحية.
أصبحت روز في عام 2003 زميلة في الجمعية الجغرافية الملكية وشاركت في رحلة استكشافية أنجلو أمريكية اكتشفت أطلال شعبالإنكا في غابات الأنديز السحابية بالقرب من ماتشو بيتشو. ثم أمضت ثلاثة أشهر إضافية في بيرو، حيث سافرت بمفردها وأجرت بحثًا عن كتابها الأول، ثلاث قمم في بيرو.
شاركت روز في ماراثون لندن ونيويورك، وحصلت على المركز الأول بين 2% من النساء في كل منهما، وحققت أفضل رقم شخصي قدره 3 ساعات و19 دقيقة.
صُورت قصتها في حلقة بعنوان قارب فضي صغير في بحر فضي كبير كجزء من المسلسل التلفزيوني الوثائقي المعروض على قناة آي تي في هل يستحق كل هذا العناء؟، والذي بُثّ لأول مرة يوم الاثنين 12 مارس 2007 في المملكة المتحدة.

## التجديف عبر المحيط

### المحيط الأطلسي
أكملت روز في 14 مارس 2006 المرحلة الأولى بإنهاء سباق الأطلسي للتجديف باعتبارها المنافس الفردي الوحيد، واستغرقت 103 يوم لإكمال العبور. فعلت روز ذلك دون دعم، على الرغم من كسر جميع مجاذيفها الأربعة واضطرارها إلى التجديف بمجاديف غير سليمة لأكثر من نصف السباق. تعطل موقد الطهي الخاص بها بعد 20 يومًا فقط، ثم تعطل جهاز الملاحة ومشغل الموسيقى الخاص بها. تمكنت من الحفاظ على مدونتها الإلكترونية اليومية حتى اليوم 80 عندما تعطل هاتفها المتصل بالقمر الصناعي، ولم يتبق سوى الحركة التي اكتشفها جهاز الإرسال والاستقبال الموضعي الخاص بها.
ورغم كل هذا، وخطورة الاضطرار إلى قطع الحبل الذي يربطها بمرساتها البحرية بطول 12-قدم (3.7 م)، وصلت بسلام إلى خط النهاية في أنتيغوا . تعتبر روز المرأة الخامسة التي تجدف بمفردها عبر المحيط الأطلسي من الشرق إلى الغرب.
نشرت شركة سايمون اند شوستر كتاب سافاج عن رحلتها الأطلسية التجديف في المحيط الأطلسي - الدروس المستفادة في المحيط المفتوح في 6 أكتوبر 2009.

### المحيط الهادئ
أعلنت روز بعد وقت قصير من عبورها الناجح للمحيط الأطلسي، عن محاولتها أن تصبح أول امرأة تجدف بمفردها عبر المحيط الهادئ من الولايات المتحدة إلى أستراليا. (جدفت مود فونتينوي بمفردها في منتصف الطريق عبر المحيط الهادئ في عام 2005، عبر طريق مختلف.) بعد إكمال 3 مراحل بنجاح، بدءًا من كاليفورنيا في صيف عام 2008، وقطع رحلتها من هاواي إلى توفالو في عام 2009 إلى بابوا غينيا الجديدة في عام 2010، أنجزت سافاج هدفها.
بدأت روز المرحلة الأولى من رحلتها في 12 أغسطس 2007 من كريسنت سيتي بكاليفورنيا، وأُنقذت بعد 10 أيام على بعد 90 ميلًا تقريبًا من الشاطئ على يد خفر السواحل الأمريكي عندما اتصل بهم أحد المتابعين بعد أن شعرت بالقلق عندما ذكرت الطقس القاسي وإصابة في الرأس في مدونتها. تمكنت روز لاحقًا من استعادة قاربها بروكيد. قامت روز بمحاولة أخرى في 25 مايو 2008، وانطلقت من سوساليتو بكاليفورنيا ووصلت إلى هاواي في 1 سبتمبر 2008، لتصبح أول امرأة تجدف منفردة من كاليفورنيا إلى هاواي. أكملت العبور من سان فرانسيسكو إلى ويكيكي في زمن 99 يومًا و8 ساعات و55 دقيقة. بلغت المسافة الإجمالية المُغطاة 2,598 ميل بحري (4,811 كـم) واستغرقت ما يقرب من مليون ضربة مجذاف. في طريقها إلى هاواي، حصلت روز على إمدادات أساسية من المياه من طاقم الطوافة جنك المكون من شخصين، والذي كان أيضًا في رحلة من كاليفورنيا إلى هاواي. كاد الطعام أن ينفد لديهم لأن رحلتهم كانت تستغرق وقتًا أطول من المتوقع، وتمكنت من التبرع لهم ببعض الفائض منها.
بدأت المرحلة الثانية في 24 مايو 2009، بهدف الوصول إلى جزيرة توفالو التي تبعد 2580 ميلاً. أدركت روز في 28 أغسطس بعد تعرضها لرياح وتيارات معاكسة لعدة أيام مع انخفاض الإمدادات الغذائية وتعطل صانع المياه الخاص بها، أنه من غير المرجح أن تتمكن من الوصول إلى توفالو وغيرت مسارها على مضض إلى تاراوا. وصلت روز إلى تاراوا في 5 سبتمبر بعد 104 أيام في البحر وحوالي 1.3 يومًا، ومليون ضربة مجداف.
بدأت روز مرحلتها الثالثة والأخيرة في 18 أبريل 2010 بهدف التجديف إلى الشاطئ الشرقي لأستراليا. بعد أن أعطتها تيارات وسط المحيط مسارًا أكثر غربًا، غيرت وجهتها مرة أخرى ووصلت إلى بابوا غينيا الجديدة في 8 مايو 2010. ذكرت عبر تويتر في 1 يونيو: 3:35 مساءً (بالتوقيت العالمي المنسق) أنها وصلت إلى مادانغ ببابوا غينيا الجديدة بعد 45 يومًا في البحر.

### المحيط الهندي
انطلقت روز في أبريل 2011 للتجديف عبر المحيط الهندي، بدايةًمن فريمانتل بأستراليا. ظل طريقها ومواقعها اليومية ووجهتها سرية بسبب خطر القراصنة. سُحبت روز مرة أخرى إلى أستراليا بعد أسبوعين من رحلة الـ 4000 ميل بسبب عطل في آلة تحلية المياه التي تم تجهيز قارب التجديف بها. أكملت روز بنجاح عبور المحيط الهندي في 4 أكتوبر 2011، لتصبح أول امرأة تجدف منفردة في "الثلاثة محيطات الكبار"، المحيط الأطلسي والمحيط الهادئ والمحيط الهندي. استغرق العبور 154 يومًا.

### شمال الأطلسي
أعلنت روز في مارس 2012 أنها سوف تجدف في شمال الأطلسي كجزء من فريق التجديف الأطلسي الأولمبيأو ايه آر مع أندرو موريس. كان الهدف هو التجديف من سانت جون في كندا إلى المملكة المتحدة، والوصول إلى اليابسة في بريستول ثم التجديف عبر الممرات المائية الداخلية إلى لندن، والوصول في الوقت المناسب لدورة الألعاب الأولمبية. تأجل هذا التجديف إلى أجل غير مسمى في مايو 2012 بسبب انجراف أعداد كبيرة غير عادية من الجبال الجليدية عبر ساحل نيوفاوندلاند، نتيجة لكسر كتلة ضخمة من الجليد من نهر جليدي في جرينلاند في عام 2010. اعتُبر أن الوضع يمثل مستوى غير مقبول من المخاطر على سلامة المجدفين.

### دعم سباق التجديف في المحيطات
انضمت روز في عام 2012 إلى كريس مارتن وفريقه كمستشارة سباقات التجديف بالمحيط الهادئ العظيم من مونتيري بكاليفورنيا إلى هونولولو بهاواي بدءًا من يونيو 2014.

## السياسة
اختيرت روز سافاج في سبتمبر 2023 كمرشحة عن حزب الديمقراطيين الليبراليين لدائرة ساوث كوتسوولدز الانتخابية الجديدة. كما ترشحت عن الديمقراطيين الليبراليين في الانتخابات الفرعية لجناح بينسويك وأبتون بمجلس مقاطعة ستراود في مايو 2023، وجاءت في المركز الثالث من بين أربعة مرشحين بأغلبية 381 صوتًا.

## روابط خارجية
- الموقع الرسمي
- صفوف روز المحيط الهادئ
- قناة روز سافاج على اليوتيوب
- امرأة تجدف في المحيط الأطلسي بمفردها: الجزء الأول
- امرأة تجدف في المحيط الأطلسي بمفردها: الجزء الثاني
- امرأة منفردة تجدف في المحيط الأطلسي: الجزء 3
- امرأة تجدف في المحيط الأطلسي بمفردها: الجزء 4